# Katie Power
Kate Margaret Power (también conocida como Energizer) es un personaje ficticio que aparece en los cómics estadounidenses publicados por Marvel Comics. Apareció por primera vez en Power Pack #1 y fue creada por Louise Simonson y June Brigman.

## Historial de publicaciones
Katie Power debutó como Energizer en Power Pack #1 (fecha de portada agosto de 1984), y usó este alter ego de superhéroe entre los números 1 y 25, luego (después de un intercambio de poder) continuó protagonizando bajo el nombre de Starstreak entre los números # 25 y 52, después de lo cual tomó el nombre de Counterweight para los números 52 a 62 (cambiando su disfraz en el número 47), antes de regresar a su nombre en clave (y disfraz) original como Energizer en el Power Pack Holiday Special y los 4 posteriores de la miniserie Power Pack publicada en 2000; en esta última, llevaba un disfraz diferente que no se había visto antes. Katie no resurgió en el Universo Marvel hasta su aparición como potencial candidata a los Vengadores de los Grandes Lagos en el número 2 de la miniserie GLA: MISASSEMBLED, donde se la ve usando su disfraz Power Pack de la gama de títulos Power Pack de Marvel Adventures mientras opera como un superhéroe en solitario, en Loners #4, supuestamente recibió una llamada telefónica de su hermana Julie, aunque Katie no fue vista durante esta conversación ni en Fantastic Four #574, donde estuvo entre los invitados a la fiesta de cumpleaños de Franklin Richards. Desde entonces, el personaje ha aparecido en varios de los sellos de 'continuidad alternativa' de Marvel, sobre todo como miembro recurrente del elenco en varios títulos de Marvel Adventures y MC2.

## Biografía ficticia
Katie Power nació en Richmond, Virginia. Su nombre completo aparece como "Kate (Katie) Margret Power" en Power Pack #47. La menor de los cuatro hermanos Power, tenía solo 5 años cuando Aelfyre Whitemane, un noble kymeliano moribundo, le dio sus poderes. Katie y sus hermanos forman el equipo de superhéroes Power Pack. 
Cuando recibe sus poderes por primera vez, Katie es muy sugestionable. Con frecuencia sus hermanos la incitan a usar sus poderes y los busca en busca de instrucciones. En consecuencia, ella es responsable de daños importantes tanto a los edificios como a algunos de los enemigos de Power Pack. Su hermano mayor, el líder no oficial del equipo Alex, la intimida hasta tal punto que ella lo compara con el archienemigo de Power Pack, la Reina Maraud. En un momento, Julie observa que Katie es intimidada para que use sus poderes incluso cuando tiene miedo o piensa que está mal lastimar a otros, y que luego ella se arrepiente del daño que causa. Por ejemplo, durante el primer encuentro del equipo con Kurse durante Secret Wars II, Katie se da cuenta de que Kurse está completamente desorientado y duda cuando le piden que lo ataque. Después de que finalmente la intimidan para que destruya un edificio y aplaste a Kurse, ella inmediatamente le preocupa de haberlo matado.
Katie se convierte en una persona mucho más asertiva y sensible. Cuando es testigo del daño físico que les había hecho a Jakal y Kurse, comienza a darse cuenta de la magnitud de sus acciones. En Snark Wars, ella salva la vida de sus hermanos, pierde sus poderes energéticos y gana las habilidades de vuelo/aceleración que antes tenía su hermana Julie. Katie emerge como un personaje más fuerte, ignora a sus hermanos cuando intentan obligarla a hacer cosas con las que no está de acuerdo y se niega a usar sus poderes para dañar gravemente a las personas. En el número 36, Alex observa que Katie ya no es una "niña tonta".
Después de Snark Wars, siempre que es posible, Katie intenta actuar como rescatadora. Durante La caída de los mutantes , Katie incluso intenta salvar a Pestilence, a pesar de que el villano acababa de enfermarla.
A pesar de su juventud, Katie ha sido un miembro clave de Power Pack y ha desempeñado papeles importantes en la mayoría de las batallas del equipo. En numerosos casos, rescató a todo el equipo, descubrió información crucial y brindó apoyo crítico en misiones. Cuando el Pack se encontró con Master Mold, por ejemplo, Katie salvó la vida de Franklin Richards volando justo debajo del pie del robot gigante. En un incidente separado, los Power Pack fue capturado por mutantes malvados llamados Morlocks, y solo Katie escapó. Ella logró salvar a sus hermanos con la ayuda de algunos X-Men, y fue otorgada un estatus honorífico por el equipo. En otro incidente memorable, se perdió en una tormenta de nieve cegadora en Manhattan, donde ella se encontró con Wolverine gravemente herido y desorientado. Ella pudo ayudarlo en su huida de Lady Deathstrike y los Reavers hasta que se curó lo suficiente como para neutralizar a sus enemigos. Katie también tuvo otra aventura en solitario en algún momento en la que entró en conflicto con los agentes de A.I.M., a quienes derrotó mientras era "explorada" como un recluta potencial para los Vengadores de los Grandes Lagos, pero sin estar familiarizada con su posible reclutador, Doorman (que intentaba obligarla a acompañarlo después de acercarse a ella en la oscuridad de la noche), ella rechazó la membresía.
Katie es muy inteligente; a los cinco años ya sabía leer y escribir y podía escribir con suficiente fluidez como para redactar un "Diario de guerra", copiando a Punisher. Ella más tarde se la describe como una genio que se ha saltado varios grados de la escuela y puede programar supercomputadoras.
En la serie original, Katie tenía una relación cercana, parecida a la de un hermano, con el quinto miembro de Power Pack, Franklin Richards. Los dos no se hicieron amigos de inmediato; Durante el primer encuentro de Franklin con Power Pack, a Katie no le agradó nada más verlo. Estaba celosa de la atención que recibía de los otros miembros de la manada y lo percibía como usurpando su papel de "pequeño superhéroe" y bebé del equipo. Sin embargo, después de que Franklin mostró su coraje en la batalla con Jakal, a pesar de su falta de poderes "activos" para defenderse, la opinión que Katie tenía sobre él mejoró considerablemente. Su relación después de su aventura inicial fue mucho más amistosa, aunque todavía teñida de una pseudo rivalidad entre hermanos. El nombre en clave del superhéroe de Franklin, "Tattletale", fue adoptado por sugerencia de Katie. Katie (junto con sus hermanos Jack y Alex) estuvo entre los invitados a la fiesta de cumpleaños de Franklin. Katie, junto con Jack y Julie, fueron convocados por su hermano Alex para ayudar a la Future Foundation a lidiar con la amenaza de Sol's Anvil.

## Poderes y habilidades
Katie comenzó su carrera de superhéroe como Energizer. Podría desintegrar cualquier tipo de materia, incluidas moléculas de agua y aire, almacenar la energía y expulsarla en bolas de energía explosiva. El poder Energizer de Katie era altamente destructivo, potencialmente letal y, en varios temas, fue capaz de destruir edificios y derribar supervillanos como Kurse. Inicialmente, Katie tenía poco control sobre su poder y tendía a usarlo cuando estaba asustada o enojada, pero a medida que avanzaba la serie, ganó control sobre sus habilidades.
Durante Snark Wars, Katie cedió voluntariamente sus poderes energéticos al príncipe Snark Jakal. Jakal ya les había quitado sus habilidades a la fuerza a sus hermanos. En la batalla que siguió, los poderes volvieron a los hermanos Power uno por uno y Katie terminó con los poderes de vuelo de Julie.
Mientras tenía los poderes de vuelo de Julie, Katie era conocida como Starstreak. Ella pudo volar rápidamente, dejando un rayo de luz de arco iris a su paso. Si bien Katie como Starstreak nunca pudo romper la barrera del sonido como supuestamente lo hizo su hermana Julie, sí refinó el poder desarrollando habilidades de flotación.
Después de que la Reina Madre Maraud obtuvo brevemente las habilidades de Power Pack en Power Pack #52, Katie terminó con los poderes de gravedad que anteriormente tenían sus hermanos Alex y Jack. Tomó el mismo nombre en clave que había usado Jack, Counterweight. Ella pudo flotar, "gravitizar" sobre cualquier superficie y cancelar la gravedad de cualquier objeto que tocara. También pudo aumentar su propia gravedad para asestar poderosos golpes "Super-G" y hacerse extremadamente pesada.
Durante la misión de Power Pack en la estación espacial del Tecnócrata, Katie recuperó sus poderes energéticos originales. Ella continúa usando estas habilidades bajo su nombre original de Energizer.
Junto con sus hermanos, Katie poseía poderes curativos kymelianos. Por lo general, se le pedía que trabajara con sus hermanos para generar y utilizar esta habilidad, pero ocasionalmente accedía a ella por su cuenta.
Katie y sus hermanos también eran dueños de un smartship kymeliano llamado Friday. La nave actuó como asesor no oficial del equipo y acompañó a la manada en varias misiones.
A lo largo de su afiliación con Power Pack, Katie usa un disfraz de moléculas inestables creadas por Friday. El disfraz existe en un espacio extradimensional conocido como "En otro lugar" hasta que lo invoca mediante un comando de voz (el usuario diría las palabras "¡Disfraz puesto!"). El disfraz también alberga un comunicador que se utiliza para comunicarse con Friday y luego se modificó para incluir una máscara. Al igual que con todos los disfraces del equipo, los bolsillos del disfraz se pueden usar como punto de acceso a Elsewhere, donde las criaturas parecidas a dibujos animados conocidas simplemente como "Los Sastres" residen en un colorido país de las maravillas de dinosaurios parlantes y bosques encantados, monarcas locos, arquitectura surrealista y leyes físicas maleables. Katie fue el único miembro de Power Pack que visitó Elsewhere; Mientras estuvo allí, aprendió a modificar los disfraces del equipo.
Katie también poseía una moneda Kymellian de oro, que fue un regalo de su "padrino honorario", Lord Byrel. Tanto los enemigos como los aliados de la manada pudieron usar la moneda como dispositivo de seguimiento para localizar al equipo.

## Otras versiones

### Franklin Richards: hijo de un genio
En la serie de humor fuera de continuidad Franklin Richards: Son of a Genius, Katie Power aparece como una compañera de clase de Franklin que viene a visitarlo al Edificio Baxter. Aunque Katie parece estar enamorada de Franklin, inicialmente él la rechaza al estilo estereotipado de un niño joven. Sin embargo, Franklin parece corresponder al enamoramiento cuando se da cuenta de que Katie tiene un talento para las travesuras y el caos similar al suyo. En la historia de Franklin Richards: Son of a Genius-School's Out "Picnic Panic", ella accidentalmente le revela sus superpoderes a Franklin mientras lo salva de hormigas gigantes, que él describe como "¡tan geniales!"

### MC2
Una Katie adulta, llamada Kate, apareció en la serie limitada Avengers Next. Kate fue recomendada por Psi-Lord de los Cinco Fantásticos para usar sus habilidades como energética para ayudar a localizar al desaparecido Thunderstrike. En una batalla causada por Thena (la hija de Thor), Kate usó sus poderes de energía Kymellian para resolver el malentendido y el conflicto. Kate se unió a los Vengadores en su misión de rescatar a Kevin Masterson de Sylene (que se reveló como la hija del Dios del Mal, Loki), pero fue capturada junto con sus compañeros de equipo. Kate y los Vengadores fueron liberados más tarde por Kevin, Edwin Jarvis y Warp. Más tarde, Kate fue convocada por Sueño Americano para ayudar en una de sus misiones; pero el caso fue desestimado, debido a la interferencia de la agente de S.H.I.E.L.D. Maria Hill.

### Millennial Visions
En la historia "Power Pack: Starting Over" del cómic one-shot Millennial Visions de Marvel de 2001, Katie fue representada con 25 años, tatuajes, cabello negro e interés en la moda y la cultura gótica. Mientras todavía tenía sus poderes energéticos, trabajó como camarera en un café de Boston.

### Los Nuevos Mutantes
Los Nuevos Mutantes, desplazados en un futuro alternativo por Magik, se encuentran con una Katie Power mayor que lidera una rebelión contra el gobierno tiránico dominado por mutantes que gobierna los Estados Unidos. En esta línea de tiempo, Katie posee todos los poderes del Power Pack y se supone que es el único miembro del Pack que ha sobrevivido.

### 2006 Power Pack
Los Power Pack son lanzados diez años al futuro y se encuentran con sus homólogos adultos, incluida Katie Power, de dieciocho años. Esta versión de Energizer demuestra un mayor control sobre sus poderes, es capaz de desintegrar una pared de titanio de un pie de espesor y lanzar rayos de energía enfocados desde las yemas de sus dedos. Katie de esta encarnación también afirma que Franklin fue su primer novio.

### Marvel Zombies vs Ejército de las Tinieblas
Katie es vista junto al resto de Power Pack como zombis que matan y consumen a varios transeúntes inocentes antes de entrar en conflicto con Nextwave, a quien Power Pack asesina varios segundos después.